# CZ-805 BREN
 (août 2017).
Si vous disposez d'ouvrages ou d'articles de référence ou si vous connaissez des sites web de qualité traitant du thème abordé ici, merci de compléter l'article en donnant les références utiles à sa vérifiabilité et en les liant à la section « Notes et références ».
Le CZ-805 BREN est un fusil d'assaut tchèque fabriqué par Česká Zbrojovka (CZUB) et qui remplace depuis 2011 le Sa Vz 58 au sein des Forces armées tchèques.

## Historique
Dans les années 2000, l'intégration de l'armée de terre tchèque dans l'OTAN provoque la standardisation de ses armes légères en calibre 5,56 mm x 45. Faisant fi de l'échec du CZ-2000, l'entreprise tchèque Česká Zbrojovka(CZUB) lui propose en 2010 le prototype du CZ-805 BREN.

## Aspects techniques
Ce fusil d'assaut est fabriqué en acier (culasse/canon), alliage léger (carcasse) et matériaux composites (monture et canon) et fonctionne par piston et verrou rotatif.
Les ingénieurs tchèques ont opté pour une crosse rabattable pour rendre l'arme plus maniable. Le levier de sécurité/sélecteur de tir est ambidextre. Le chargeur est en polymère, mais le CZ-805 peut recevoir ceux du M16A2. Comme ses concurrents, il possède plusieurs rails Picatinny.

## Variantes
- CZ-805 BREN A1 : Modèle standard.
- CZ-805 BREN A2 : Modèle de carabine, la longueur du canon est de 227 mm.
- CZ BREN 2[1] (anciennement CZ 806 BREN) : Modèle reconceptualisé. Il pèse 700 grammes de moins que le modèle précédent[2]. Il équipe également l'armée tchèque. En 2017, le GIGN s'équipe du CZ BREN 2 chambré en 7,62x 39 mm[3]. Le choix de ce calibre s'est fait suite à « [...] une réflexion qui a commencé dès 2015, après les attaques des frères Kouachi et de Coulibaly en janvier dans Paris. Force fut de constater que face à des terroristes équipés de gilets pare-balles, les armes de 9 mm et de 5,56 mm des unités d’intervention de la gendarmerie française et de la police manquaient de pouvoir d’arrêt »[4].

- CZ-807 : Version chambrée en calibre 7,62 × 39 mm M43.

## Utilisateurs
- Tchéquie
- Slovaquie
- Égypte
- Pakistan
- Mexique
- Indonésie
- France: CZ-805 Bren 2 utilisé par le GIGN

- Rwanda
- Ukraine

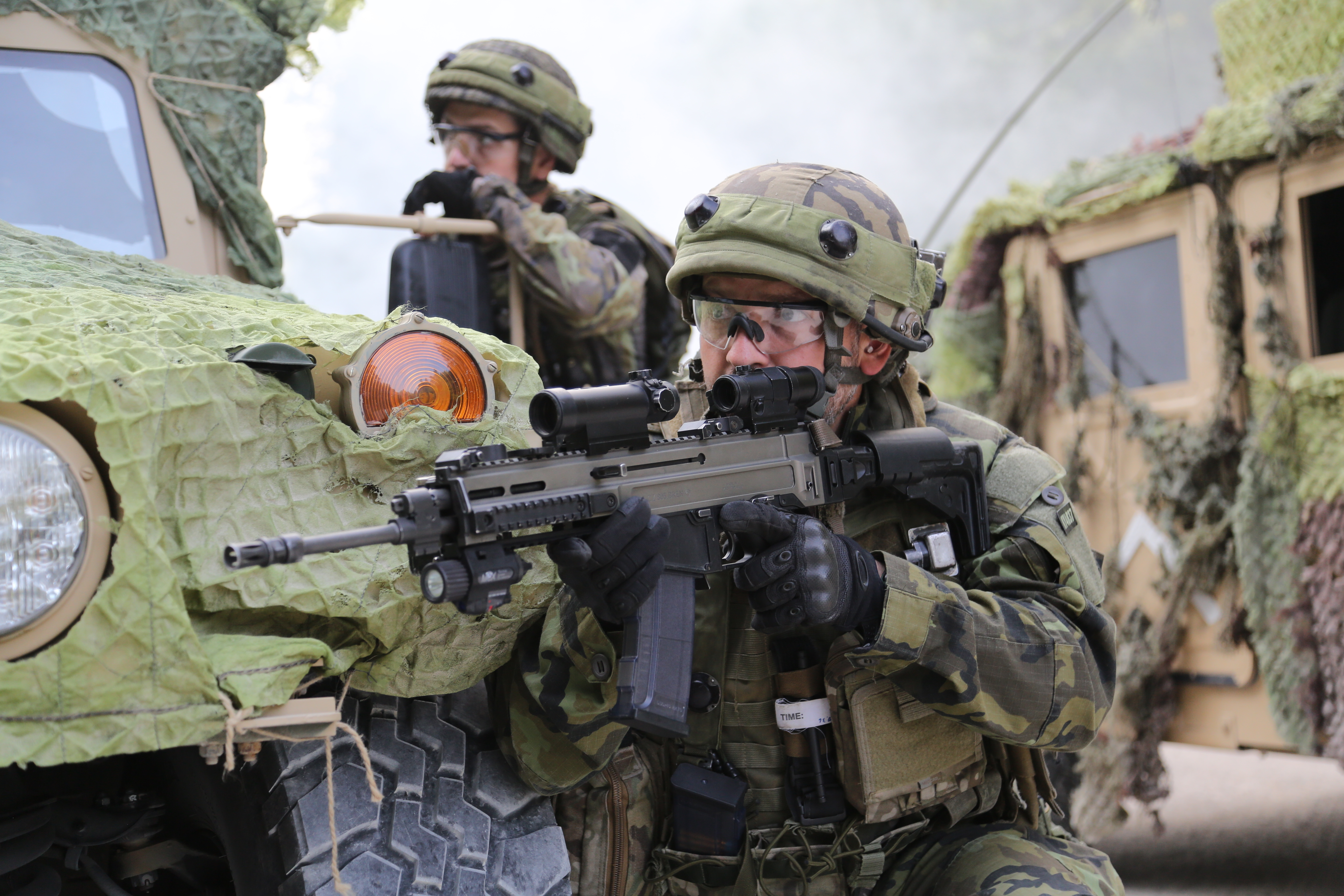
Soldats tchèques armés de CZ-805 BREN (2015).
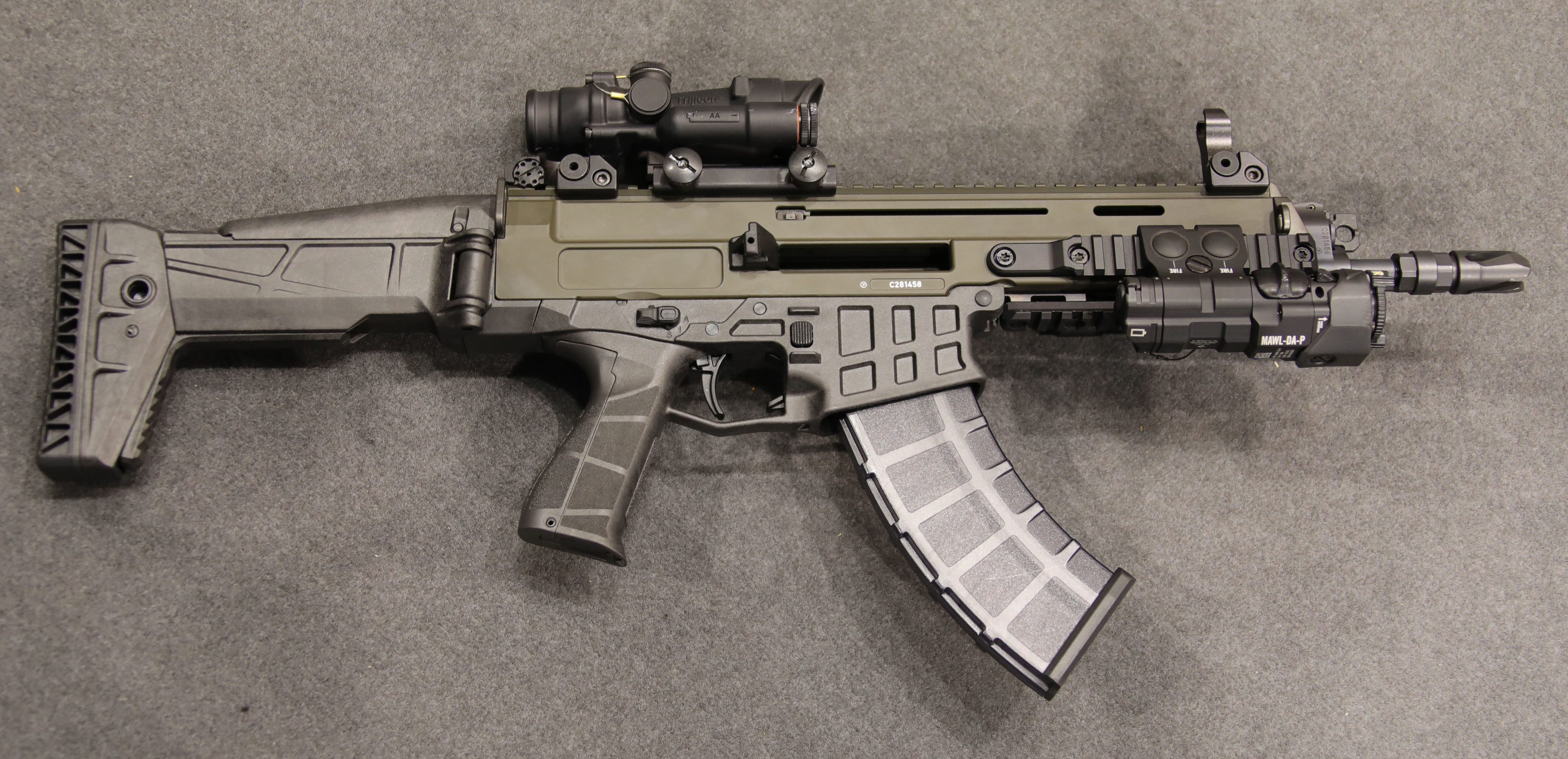
Un CZ BREN 2 du GIGN.

## Dans la culture populaire
Le CZ-805 apparaît notamment dans les jeux vidéo suivants :
- Battlefield 4
- Call of Duty: Ghosts
- Medal of Honor: Warfighter
- Ghost Recon Wildlands
- Warface